# Колотилівка (пункт пропуску)
50°48′10″ пн. ш. 35°22′42″ сх. д. / 50.80278° пн. ш. 35.37833° сх. д.
Колотилівка — пункт пропуску через державний кордон Росії на кордоні з Україною, Красноярузький район, Білгородська область на автошляху місцевого значення у напрямку Красної Яруги.
З українського боку знаходиться пункт пропуску «Покровка», Сумська область, Краснопільський район, поблизу однойменного села на автошляху місцевого значення.  
Вид пункту пропуску — автомобільний. Статус пункту пропуску — міждержавний, місцевий.
Характер перевезень — пасажирський, вантажний.
Пункт пропуску «Покровка» може здійснювати лише радіологічний, митний та прикордонний контроль.
Пункт пропуску «Покровка» входить до складу митного посту «Краснопілля» Сумської митниці. Код пункту пропуску — 80504 02 00 (21).